# 15e division (armée impériale japonaise)
La 15e division (第15師団, Dai-Jūgo shidan) est une unité d'infanterie de l'armée impériale japonaise. Son nom de code est Division Festival (祭兵団, Sai-heidan) et son symbole militaire est 15D. Elle est l'une des quatre nouvelles divisions créées à la fin de la guerre russo-japonaise le 1er avril 1905. Elle est plus tard déployée en Mandchourie comme l'ensemble de l'armée japonaise qui ne laisse aucune division au Japon même. Elle recrute initialement dans la région de Nagoya sous le commandement du lieutenant-général Okihara Kofu.

## Histoire

### Période d'entre-guerres
Le traité de Portsmouth est conclu avant que la 15e division ne soit déployée en Mandchourie et elle est alors envoyée en Corée comme force de garnison. Le 24 mars 1907, le bataillon de logistique est transféré à l'école militaire d'Ushigome et la division entière est déplacée à Narashino le 28 mars 1907. La division est ré-assemblée le 15 novembre 1908 dans son quartier-général d'origine à Toyohashi dans la préfecture d'Aichi.
Cependant, le 1er mai 1925, elle est dissoute par le ministre de la Guerre Kazushige Ugaki dans le cadre de mesures d'économies du gouvernement de Katō Takaaki, en même temps que les 13e, 17e et 18e divisions.

### Seconde guerre sino-japonaise
En juillet 1937, les hostilités en Chine provoquent la seconde guerre sino-japonaise. La 15e division est ré-établie à Kyoto le 4 avril 1938 en tant que division triangulaire à partir des forces de réserves de la 16e division. Sous le commandement du lieutenant-général Yoshio Iwamatsu, elle est assignée en Chine comme force de garnison chargée du maintien de l'ordre public dans les territoires occupés.

### Bataille d'Imphal
Le 17 juin 1943, la 15e division est réassignée dans la 15e armée en Birmanie dans le cadre d'une offensive imminente contre l'Inde britannique. La division est retardée plusieurs mois par la construction de la route en Thaïlande. Arrivée en Birmanie, elle participe à l'attaque de la bataille d'Imphal dans le cadre de l'opération U-Go avec la 31e division et la 33e division, suivie par la bataille de Meiktila et Mandalay. Durant ces opérations, la division perd plus de la moitié de ses hommes au combat ou de maladie, et est forcée de revenir en Birmanie puis en Thaïlande en août 1945, quelques jours avant la fin de la guerre où elle est officiellement dissoute.
L'opération U-Go est planifiée pour commencer début mars 1944 mais en raison du retard de la 15e division, l'offensive est reportée au 15 mars. La 15e division forme la position centrale des trois divisions d'attaque et son principal objectif est de couper la route entre Imphal et Kohima à Kangpokpi (en). Sur la carte, c'est la route la plus courte et directe pour rejoindre Imphal mais la division doit traverser un terrain difficile avec des pistes en mauvais état. En raison de ces difficultés, le régiment d'artillerie de campagne de la division est remplacé par des canons de montagne et les canons antichar sont laissés derrière. Sur les neuf bataillons de la division, un seul est détaché de la force pour rejoindre la seconde opération anti-Chindits, et la majeure partie du 67e régiment reste en Thaïlande.
Ainsi, la 15e division commence la campagne avec 6 bataillons, 18 canons, et un commandant, le lieutenant-général Masafumi Yamauchi, qui est mortellement malade de la tuberculose. Pressé d'avancer par le commandant de la 15e armée, le général Renya Mutaguchi, une force britannique parvient à Sangshak dans la zone d'opération de la 15e division, mais en raison de son retard, ce sont des unités de la 31e division qui l'attaquent le 23 mars. Le 60e régiment arrive peu après mais ne peut pas participer à l'assaut final du 27 mars. La 15e division coupe la route Imphal-Kohima à Kangpokpi le 3 avril. Elle occupe ensuite la crête de Nunshigum, au-dessus d'Imphal. À partir d'ici, les Japonais peuvent menacer le quartier-général du IVe Corps tout en étant le point le plus proche pour aller à Imphal. La contre-attaque britannique sur la crête utilise des chars M3 Lee ce qui surprend les Japonais qui considéraient le terrain comme infranchissable aux véhicules blindés. Les chars sont ainsi décisifs, bien que les Britanniques souffrent de lourdes pertes, et le bataillon japonais est presque totalement annihilé. Malgré cela, Yamauchi continue son encerclement d'Imphal par le nord. Le commandant britannique, le général Geoffrey Scoones, estime que la 15e division est le maillon faible du front japonais et ordonne à la 23e division indienne et à la 5e division indienne de la détruire. Dans les mois suivants, les Britanniques repoussent les Japonais colline après colline grâce à leur supériorité numérique et leurs chars inarrêtables.
À la mi-juin, la 31e division japonaise commence à se replier de Kohima après de sévères pertes. Elle laisse alors le 60e régiment bloquer la route Imphal-Kohima dans une situation impossible et les Britanniques attaquent et rouvrent la route le 22 juin. Le lendemain, Yamauchi est remplacé par le lieutenant-général Ryuichi Shibata. Le 7 juillet, la division reçoit l'ordre d'effectuer une attaque de la dernière chance sur Palel (en), mais elle est maintenant complètement désorganisée et ses restes doivent se replier au-delà de la rivière Chindwin.

### Bataille de Meiktila et Mandalay
Après la défaite à Imphal et l'avancée alliée au nord, les forces japonaises en Birmanie sont forcées de se mettre sur la défensive pour tenter d'empêcher les Alliés de traverser l'Irrawaddy. En janvier 1945, la 15e division, avec la 53e, est envoyée défendre Mandalay. La division reçoit quelques renforts, mais avec 4 500 hommes, elle n'est toujours qu'à la moitié de son effectif initial.
L'ennemi, la 19e division indienne, établit ses premières têtes de pont sur la rive droite de l'Irrawaddy le 14 janvier et toutes les tentatives de la repousser échouent. Après un rapide regroupement, le général Thomas Wynford Rees ordonne à ses hommes d'avancer. Balayant toute opposition, ses troupes sont en vue de Mandalay le 7 mars. La 15e division, maintenant sous le commandement du major-général Kyoe Yamamoto, reçoit l'ordre de défendre l'ancienne capitale birmane jusqu'au dernier homme. Des deux positions principales, les Japonais sont repoussés de la colline Mandalay le 12 mars, mais les solides murs du fort Dufferin résistent à l'artillerie et aux raids aériens. Le 18 mars, la division reçoit la permission de se replier, ce qu'elle fait en passant par les égouts dans la nuit du 19 mars.
À ce moment, les positions japonaises en Birmanie s'effondrent complètement. Les survivants de la 15e division (moins de la moitié de sa force initiale de 15 000 hommes) se replient à travers le territoire hostile du peuple karen et le sud des États Shan (en) pour atteindre Kachanaburi en Thaïlande où ils se trouvent au moment de la capitulation du Japon le 15 août 1945.